# أدولف فلايشمان
أدولف فلايشمان (بالألمانية: Adolf Fleischmann)‏ هو رسام ألماني، ولد في 18 مارس 1892 في إسلينغن آم نيكار في ألمانيا، وتوفي في 28 يناير 1968 في شتوتغارت في ألمانيا.

## وصلات خارجية
- أدولف فلايشمان على موقع ديسكوغز (الإنجليزية)